# Neoempheria striata
Neoempheria striata är en tvåvingeart som först beskrevs av Johann Wilhelm Meigen 1818.  Neoempheria striata ingår i släktet Neoempheria och familjen svampmyggor. Arten är reproducerande i Sverige. Inga underarter finns listade i Catalogue of Life.